# Lufia & The Fortress of Doom
Lufia & the Fortress of Doom, conhecido como Estpolis Denki (エストポリス伝記, traduzido oficialmente Biografia de Estpolis) no Japão, é um jogo de RPG eletrônico desenvolvido pela Neverland e publicado pela Taito em 1993, para o Super Nintendo Entertainment System. Foi o primeiro título na série de video games Lufia. Este foi o único jogo sob o rótulo Taito na América do Norte.